# Dubno (hrad)
Hrad Dubno stával v obci Dolní Dubňany, západně od Moravského Krumlova.

## Historie
Osídlení obce je archeologickými nálezy doložitelné od 9. století. V polovině 13. století získali obec páni z Deblína, kteří si zde vystavěli rezidenční objekt. Už Ladislav Hosák a po něm i další historikové předpokládali, že se jednalo o hrad. Na základě poznatků se však nedá vyloučit, že se mohlo jednat o dvorec neznámé polohy. Opevněný objekt, jehož nepatrné zbytky se nacházejí v jižní části obce, by tak vznikl až v pozdější době. Veškeré zmínky o hradu jsou pouze nepřímé. První písemná zmínka je z roku 1263, kdy se objevuje v predikátu Hartleba z Dubna. Hartleb se řadil k významným královským úředníkům a pravděpodobně byl zakladatelem hradu Dubno. Poté se ještě objevuje v predikátu Jenče z Dubna a naposledy v roce 1292 v predikátu Hartleba mladšího z Dubna. Jaký byl další osud hradu a dubňanské větve rodu, není známo. V letech 1375 a 1406 se sice objevují zemané z Dolních Dubňan, ale nevíme, zda sídlili na hradě, protože k němu opět chybí jakékoliv přímé písemné zprávy. V roce 1837 uvádí historik Gregor Wolny, že ve 14. století existovala v obci tvrz. Nálezy keramiky z pravděpodobného místa šlechtického sídla jsou datovány do druhé poloviny 14. a počátku 15. století.